# Computació afectiva

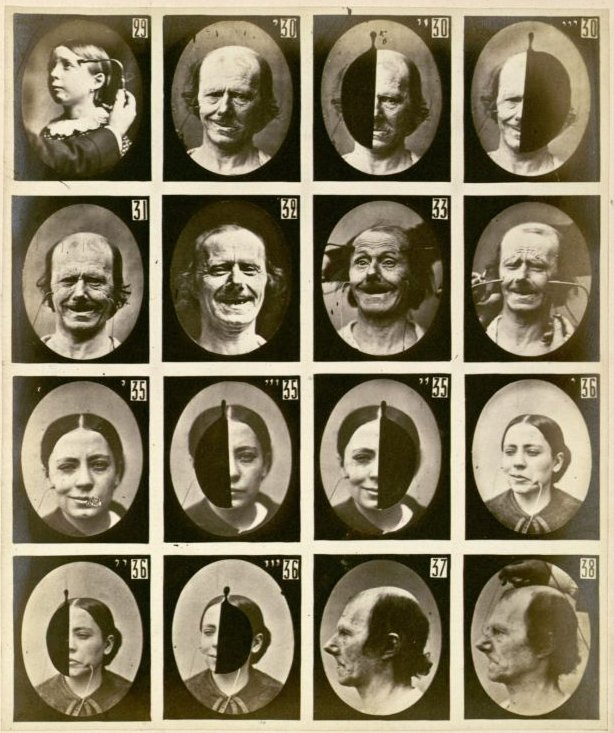
Expressions facials de Duchenne. El llenguatge corporal és una part essencial per explicar els estats d'ànims dels humans.

La computació afectiva és una branca de l'estudi i desenvolupament de la intel·ligència artificial que fa referència al disseny de sistemes i dispositius que poden reconèixer, interpretar i processar emocions humanes. En paraules de Rosalind Picard: «si volem que els ordinadors siguin realment intel·ligents i que interaccionin de manera natural amb nosaltres, els hem d'atorgar la capacitat de reconèixer, entendre i fins tenir i expressar emocions».
La tendència de la interacció afectiva és emular -fins a cert punt- la interacció persona-persona, en la qual -de forma multimodal- es combina tant el llenguatge corporal (gestos, expressivitat, postura, distància, etc.) com el llenguatge verbal (paraules). Aquests sistemes "afectius" han de ser capaços de capturar i reconèixer els estats emocionals del usuari a través de mesures sobre expressions facials, la veu, el cos, o quelcom altre reflex del procés emocional que s'estigui duent a terme. Seguidament processar aquesta informació classificant-la, gestionant-la i aprenent mitjançant algoritmes que s'encarregun de recollir i comparar gran cantitat de casos, i que tienen en compte els estats emocionals del usuari i en el seu cas del ordenador. Per acabar, generar las respostes i emocions corresponents, que poden expressar-se a través de diferentes canals: colors, sons, robots, o personatges virtuals dotats d'expressions facials, gestos, veu, etc.

## Objectiu
L'objectiu principal de la computació afectiva és reconèixer els estats emocionals dels usuaris per actuar en conseqüència i provocar i expressar emocions de forma dinàmica en funció de la resposta de l'usuari per millorar la comunicació persona-ordinador. Per complir amb aquest objectiu és necessari considerar les interfícies intel·ligents. Segons Benyon un sistema adaptatiu és "aquell que, basat en el coneixement, altera automàticament aspectes de la funcionalitat i la interacció per aconseguir acomodar les diferents preferències i requeriments dels diferents usuaris".
S'ha apreciat que les característiques que s'associen a les relacions interpersonals sobre afectes, emocions, estats d'ànim, etc també apareixen en la comunicació amb els ordinadors.